# Debregeasia wallichiana
Debregeasia wallichiana là loài thực vật có hoa trong họ Tầm ma. Loài này được (Wedd.) Wedd. mô tả khoa học đầu tiên năm 1857.